# ویلیام مک‌گن
ویلیام مک‌گن (انگلیسی: William C. McGann؛ ‏ ۱۵ آوریل ۱۸۹۳ – ۱۵ نوامبر ۱۹۷۷) کارگردان اهل کشور ایالات متحده آمریکا بود. وی بین سال‌های ۱۹۳۰ تا ۱۹۴۰، ۵۲ فیلم را کارگردانی کرد.
از فیلم‌هایی که وی در آن‌ها نقش داشته است، می‌توان به جواهرات مسروقه اشاره نمود.